# Mali dodekahemiikozakron
| Mali dodekaheniikozakron                   | Mali dodekaheniikozakron                             |
| ------------------------------------------ | ---------------------------------------------------- |
|                                            |                                                      |
| Vrsta                                      | zvezdni polieder                                     |
| Elementi                                   | F = 30, E = 60, V =22 ({\displaystyle \chi \,} = -8) |
| Grupa simetrije                            | Ih, [5,3], *532                                      |
| Sklici                                     | DU62                                                 |
| mali dodekahemiikozaeder (dualni polieder) |                                                      |

Mali dodekahemiikozakron je dualno telo malega dodekahemiikozaedra ter je eden izmed devetih dualnih hemipoliedrov. Na pogled ga ne moremo ločiti od dodekahemiikozakrona.
Ker ima mali dodekahemiikozaeder deset šeststranih stranskih ploskev, ki tečejo skozi središče, ima mali dodekahemiheksakron deset oglišč v neskončnosti. V delu Magnusa Wenningerja (rojen 1919) Dual models so prikazani kot preseki  neskončnih prizem, ki potekajo skozi središče, kar je ugodno za tiste, ki nameravajo izdelati  primerne modele. 

## Vir
- Wenninger, Magnus (1983), Dual Models, Cambridge University Press, ISBN 978-0-521-54325-5, MR730208 (stran 101, dualna telesa devetih hemipoliedrov.